# Vicent Mir i Arnau
Vicent Mir i Arnau (Meliana, 5 de març de 1968) és un exfutbolista i entrenador valencià. Com a futbolista, ocupava la posició de migcampista.

## Trajectòria
Mir va destacar sobretot a les files del Palamós CF, amb qui va jugar 29 partits i va marcar tres gols a la campanya 90/91, a Segona Divisió. Això li va possibilitar recalar al València CF a la temporada següent, però tan sols hi va disputar un encontre a la màxima categoria.
La resta de la seua carrera, el migcampista va militar a equips valencians i murcians, com el Mestalla, l'Elx CF, Benidorm CD, Yeclano, Vila Joiosa o Mar Menor, entre d'altres.
Després de retirar-se, ha seguit vinculat al món del futbol com a entrenador. Ha dirigit al juvenil del Benidorm (2004), Torrellano CF (05/07), Alacant CF B (07/09) i al juvenil del València CF (09/...).